# Дунав куп 1958.
Дунав куп 1958. је било незванично издање клупског фудбалског такмичења Митропа купа.
Такмичење је трајало од 24. маја до 12. јула 1958. године.  Црвена звезда је у финалном двомечу била успешнија од  Црвене звезде из Брна и освојила први трофеј Дунав купа. У овом такмичењу су учествовале екипе из Чехословачке, Мађарске, Југославије, Румуније и Мађарске.

## Резултати

### Осминафинале
| Меч | Клуб                 | Држава       | укупан рез. | Држава       | Клуб            | 1. утак. | 2. утак. | Плеј-оф |
| --- | -------------------- | ------------ | ----------- | ------------ | --------------- | -------- | -------- | ------- |
| 1   | Црвена звезда        | СФРЈ         | 2:0         | Чехословачка | Дукла Пардубице | 2:0      | 0:0      |         |
| 2   | Црвена звезда Брно   | Чехословачка | 4:2         | Мађарска     | Шалготарјан     | 3:0      | 1:2      |         |
| 3   | Раднички Београд     | СФРЈ         | 5:4         | Мађарска     | Ференцварош     | 3:3      | 2:1      |         |
| 4   | Татран Прешов        | Чехословачка | 6:5         | СФРЈ         | Партизан        | 2:4      | 4:1      |         |
| 5   | Локомотива Софија    | Бугарска     | 4:2         | Мађарска     | Татабања        | 4:1      | 0:1      |         |
| 6   | Војводина            | СФРЈ         | 5:1         | Бугарска     | Левски Софија   | 0:1      | 5:0      |         |
| 7   | Политехника Темишвар | Румунија     | 6:5         | Чехословачка | Динамо Праг     | 3:5      | 3:0      |         |
| 8   | МТК                  | Мађарска     | 9:4         | Румунија     | ЦСЦА Букурешт   | 3:2      | 6:2      |         |

### Четвртфинале
| Меч | Клуб               | Држава       | укупан рез. | Држава   | Клуб                 | 1. утак. | 2. утак. | Плеј-оф |
| --- | ------------------ | ------------ | ----------- | -------- | -------------------- | -------- | -------- | ------- |
| 1   | Црвена звезда      | СФРЈ         | 5:4         | Бугарска | Локомотива Софија    | 4:4      | 1:0      |         |
| 2   | Црвена звезда Брно | Чехословачка | 0:01        | СФРЈ     | Војводина            | 0:0      | 0:0      |         |
| 3   | Раднички Београд   | СФРЈ         | 7:3         | Румунија | Политехника Темишвар | 4:2      | 3:1      |         |
| 4   | Татран Прешов      | Чехословачка | 4:42        | Мађарска | МТК                  | 1:0      | 3:4      |         |

Напомене: 1 Црвена звезда Брно је прошла даље након бацања новчића.
2 МТК је прошао даље након бацања новчића.

### Полуфинале
| Меч | Клуб               | Држава       | укупан рез. | Држава   | Клуб             | 1. утак. | 2. утак. | Плеј-оф |
| --- | ------------------ | ------------ | ----------- | -------- | ---------------- | -------- | -------- | ------- |
| 1   | Црвена звезда      | СФРЈ         | 2:1         | СФРЈ     | Раднички Београд | 0:0      | 2:1      |         |
| 2   | Црвена звезда Брно | Чехословачка | 3:0         | Мађарска | МТК              | 3:0      | 0:0      |         |

### Финале
| Меч | Клуб          | Држава | укупан рез. | Држава       | Клуб               | 1. утак. | 2. утак. | Плеј-оф |
| --- | ------------- | ------ | ----------- | ------------ | ------------------ | -------- | -------- | ------- |
| 1   | Црвена звезда | СФРЈ   | 7:3         | Чехословачка | Црвена звезда Брно | 4:1      | 3:2      |         |

| Освајач Дунав купа 1958. |
| ------------------------ |
| Црвена звезда 1. Титула  |